# Everton Nogueira
Everton Nogueira (ur. 12 grudnia 1959) – brazylijski piłkarz występujący na pozycji pomocnika.

## Kariera klubowa
Od 1977 do 1994 roku występował w klubach Londrina, São Paulo, Guarani FC, Atlético Mineiro, Corinthians Paulista, Porto, Yokohama Marinos i Kyoto Purple Sanga.